# Anomis propinqua
Anomis propinqua är en fjärilsart som beskrevs av Butler 1884. Anomis propinqua ingår i släktet Anomis och familjen nattflyn. Inga underarter finns listade i Catalogue of Life.